# Lisa Jakub
Lisa Jakub, née le 27 décembre 1978 à Toronto (Canada), est une actrice et productrice canadienne.
Elle est principalement connue pour avoir joué la jeune Lydia dans Mme Doubtfire.

## Filmographie

### Comme actrice
- 1985 : Eleni : Katis' granddaughter
- 1986 : The Right of the People (TV) : Katie
- 1986 : Christmas Eve (TV) : Little Girl
- 1988 : Once Upon a Giant (TV) : Little Red Riding Hood
- 1989 : The Phone Call (TV) : Holly Henderson
- 1989 : Glory! Glory! (TV)
- 1991 : Rambling Rose : Doll
- 1991 : The Rape of Doctor Willis (TV) : Carrie Willis
- 1991 : The Story Lady (TV) : Alexandra Pollard
- 1993 : Panique sur Florida Beach (Matinee) : Sandra
- 1993 : Madame Doubtfire (Mrs. Doubtfire) : Lydia 'Lydie' Hillard
- 1993 : Vendetta II: The New Mafia (TV) : Anna
- 1994 : A Child's Cry for Help (TV) : Amanda Spencer
- 1995 : A Pig's Tale (vidéo) : Tiffany
- 1995 : Fight for Justice: The Nancy Conn Story (TV) : Leisa Conn
- 1995 : Picture Perfect (en) (TV) : J.J. Thomas
- 1996 : Les Naufragés des Bermudes (Bermuda Triangle) (TV) : Annie
- 1996 : Cap danger (Lifeline) (TV) : Shelley Maitland
- 1996 : Independence Day : Alicia Casse
- 1997 : Newton: A Tale of Two Isaacs (TV) : Clara Storey
- 1997 : L'Éducatrice et le tyran (The Beautician and the Beast) de Ken Kwapis : Katrina Pochenko
- 1997 : On the Edge of Innocence (TV) : Ally
- 1998 : Painted Angels : Georgie
- 1998 : Dream House (TV) : Jenny Thornton
- 1999 : Le Choix d'une vie (A Walk on the Moon) : Myra Naidell
- 1999 : George Lucas in Love : Marion
- 2000 : Double Frame : Tara
- 2000 : The Royal Diaries: Isabel - Jewel of Castilla (TV) : Isabel

### Comme productrice
- 2001 : Day After Day